# كمبوتشيا الديمقراطية
كمبوتشيا الديمقراطية (بالخميرية: កម្ពុជាប្រជាធិបតេយ្យ)، التي أعلنت رسميًا من 5 يناير 1976، الموصوفة أيضًا باسم نظام الإبادة الجماعية، هي الدولة الكمبودية تحت الحكم الشمولي الماركسي اللينيني للحزب الواحد الذي كان قائماً بين عامي 1975 و1979. كان يسيطر عليها الخمير الحمر، الاسم الذي يطلق على أتباع الحزب الشيوعي في كمبوتشيا، وتأسس عندما هزمت قوات الخمير جمهورية لون نول في عام 1975.
بين عامي 1975 و1979، كانت الدولة ونظام الخمير الحمر الحاكم مسؤولين عن مقتل ملايين الكمبوديين من خلال السخرة والإبادة الجماعية. فقد الخمير الحمر السيطرة على معظم الأراضي الكمبودية لصالح الاحتلال الفيتنامي. من 1979 إلى 1982، بقيت كمبوتشيا الديمقراطية دولة قائمة رديئة مدعومة من الصين. في يونيو 1982، شكل الخمير الحمر الحكومة الائتلافية لكمبوتشيا الديمقراطية مع فصيلين غير شيوعيين مسلحين، والتي حافظت على الاعتراف الدولي. غُير اسم الدولة إلى كمبوديا في عام 1990 في الفترة التي سبقت اتفاقيات باريس للسلام عام 1991 التي رعتها الأمم المتحدة.

## السياق التاريخي
في عام 1970، عزل رئيس الوزراء لون نول والجمعية الوطنية نورودوم سيهانوك من منصب رئيس الدولة. دخل سيهانوك، المعارض للحكومة الجديدة، في تحالف مع الخمير الحمر ضدهم. استفاد الخمير الحمر من الاحتلال الفيتنامي لشرق كمبوديا، والقصف المكثف للولايات المتحدة الذي انتشر عبر البلاد، وسمعة سيهانوك، وتمكنوا من تقديم أنفسهم كحزب موجه نحو السلام في تحالف يمثل غالبية الشعب. وهكذا، مع دعم شعبي كبير في الريف، سقطت العاصمة بنوم بنه أخيرًا في 17 أبريل 1975 في يد الخمير الحمر. واصل الخمير الحمر استخدام سيهانوك كرئيس صوري للحكومة حتى 2 أبريل 1976 عندما استقال سيهانوك من منصب رئيس الدولة. ظل سيهانوك تحت الإقامة الجبرية المريحة، ولكن غير الآمنة، في بنوم بنه، حتى وقت متأخر من الحرب مع فيتنام، غادر إلى الولايات المتحدة حيث قدم قضية كمبوتشيا الديمقراطية أمام مجلس الأمن. انتقل في النهاية إلى الصين.
وهكذا، قبل استيلاء الخمير الحمر على بنوم بنه في عام 1975 وبداية سنوات الصفر، كانت كمبوديا قد شاركت بالفعل في حرب الهندية الصينية الثالثة وكانت التوترات بين كمبوديا وفيتنام تتزايد بسبب الاختلافات في الأيديولوجية الشيوعية وتوغل الجيش الفيتنامي داخل الحدود الكمبودية. أدى سياق الحرب إلى زعزعة استقرار البلاد ونزوح الكمبوديين بينما أتاح للخمير الحمر الحصول على الأسلحة الحرب. استفاد الخمير الحمر من الدمار الذي سببته الحرب لتجنيد الأعضاء واستخدم العنف الماضي لتبرير سياسات النظام العنيفة والراديكالية المماثلة أو أكثر من ذلك. يجب فهم ولادة كمبوتسيا الديمقراطية وميلها للعنف على خلفية الحرب التي من المحتمل أن تكون عاملاً مساهماً في تقوية السكان ضد هذا العنف وفي نفس الوقت زيادة التسامح وميلهم تجاهه. تشير التفسيرات المبكرة لوحشية الخمير الحمر أنهم أصبحوا متطرفين خلال سنوات الحرب ثم تحول هذا الفهم الراديكالي للمجتمع والعنف إلى مواطنيهم. يمكن القول إن هذه الخلفية من العنف والوحشية أثرت أيضًا على الكمبوديين العاديين، مما هيأهم للعنف الذي ارتكبوه هم أنفسهم في ظل نظام الخمير الحمر.
سقطت بنوم بنه في 17 أبريل 1975. مُنح سيهانوك المنصب الرمزي كرئيس للدولة في حكومة كمبوتشيا الديمقراطية الجديدة، وفي سبتمبر 1975 عاد إلى بنوم بنه من المنفى في بكين. بعد رحلة إلى الخارج، زار خلالها العديد من الدول الشيوعية وأوصى بالاعتراف بكمبوتشيا الديمقراطية، عاد سيهانوك مرة أخرى إلى كمبوديا في نهاية عام 1975. بعد مرور عام على استيلاء الخمير الحمر، استقال سيهانوك في منتصف أبريل 1976 (بأثر رجعي إلى 2 أبريل 1976) ووُضع قيد الإقامة الجبرية، حيث بقي حتى عام 1979، وظل الخمير السلطة الوحيدة.

## تنظيم كمبوتشيا الديمقراطية
في يناير 1976، أصدر الحزب الشيوعي في كمبوتشيا دستور كمبوتشيا الديمقراطية. نص الدستور على أن يُنتخب مجلس نواب الشعب الكمبوتشي بالاقتراع السري في انتخابات عامة مباشرة وعلى ولاية بريسيديوم تُختار وتُعين كل خمس سنوات من قبل مجلس الشعب. اجتمع مجلس الشعب مرة واحدة فقط، في جلسة استمرت ثلاثة أيام في أبريل 1976. ومع ذلك، لم يُنتخب أعضاء مجلس الشعب أبدًا، إذ عينت اللجنة المركزية للحزب الشيوعي رئيسًا ومسؤولين كبار آخرين لها وكذلك في مقر الولاية. نوقشت خطط انتخابات الأعضاء، لكن الأعضاء الـ 250 في مجلس الشعب عُينوا في الواقع من قبل المستوى الأعلى للحزب.
كانت كمبوتشيا الديمقراطية دولة ملحدة، لكن التأثيرات البوذية استمرت. حُظرت جميع الأديان وكان قمع أتباع البوذية والإسلام والمسيحية على نطاق واسع. قُتل 25 ألف راهب بوذي تقريبًا على يد النظام.
تنتمي جميع السلطات إلى اللجنة الدائمة للحزب الشيوعي، التي تضم في عضويتها السكرتير ورئيس الوزراء بول بوت ونائبه نون تشيا وسبعة آخرين. وعرفت أيضا باسم المركز أو المنظمة أو أنكار، وكان عملها اليومي ينطلق من مكتب 870 في بنوم بنه. لما يقرب من عامين بعد الاستيلاء على السلطة، استمر الخمير الحمر في الإشارة إلى أنفسهم على أنهم ببساطة أنكار. لم يكشف بول بوت عن وجود الحزب الشيوعي إلا في خطاب ألقاه في مارس 1977. وفي ذلك الوقت أيضًا أكِد أن بول بوت هو نفس الشخص سالوت سار، الذي استشهد به منذ فترة طويلة باعتباره الأمين العام للحزب الشيوعي.

### الإدارة
ألغت حكومة الخمير الحمر جميع التقسيمات الإدارية التقليدية الكمبودية. بدلاً من المقاطعات، قُسمت كمبوتشيا الديمقراطية إلى مناطق جغرافية، مستمدة من الانقسامات التي أنشأها الخمير الحمر عندما قاتلوا ضد جمهورية الخمير المشؤومة بقيادة الجنرال لون نول. كانت هناك سبع مناطق، وهي الشمال الغربي والشمال والشمال الشرقي والشرق والجنوب الغربي والغرب والوسط، بالإضافة إلى منطقتين خاصتين، أي منطقة كراتي الخاصة رقم 505 و(قبل منتصف عام 1977) منطقة سيمريا الخاصة رقم 106. قُسمت المناطق إلى مناطق أصغر أو دامبان. كانت معروفة بالأرقام، والتي وُضعت دون نمط متماسك على ما يبدو. قُسمت القرى أيضًا إلى مجموعات (كروم) من 15-20 أسرة يقودها قائد المجموعة (ميه كروم).

### القانون
دمر الخمير الحمر الهياكل القانونية والقضائية لجمهورية الخمير. لم تكن هناك محاكم أو قضاة أو قوانين أو محاكمات في كمبوتشيا الديمقراطية. لم تُنشأ المحاكم الشعبية المنصوص عليها في المادة 9 من الدستور. استُبدلت الهياكل القانونية القديمة بمراكز إعادة التأهيل والاستجواب والأمن حيث اعتُقل وأعدم مسؤولون سابقون في جمهورية الخمير وأنصارهم وغيرهم.

### العلاقات الدولية
حافظ نظام كمبوتشيا الديمقراطية على علاقات وثيقة مع الصين (الداعم الرئيسي له) وبدرجة أقل مع كوريا الشمالية. في عام 1977، في رسالة هنّأ فيها الرفاق الكمبوديين في الذكرى السابعة عشرة للحزب الشيوعي اليوناني، هنأ كيم جونغ إيل الشعب الكمبودي على القضاء على مجموعة من الجواسيس المعادين للثورة الذين ارتكبوا أنشطة تخريبية وتدميرية. كان للصين وكوريا الشمالية ومصر وألبانيا وكوبا ولاوس وفيتنام (حتى ديسمبر 1977) ورومانيا ويوغوسلافيا فقط بعثات دبلوماسية في بنوم بنه.